# Memphis (Nebraska)
Memphis – wieś w Stanach Zjednoczonych, w stanie Nebraska, w hrabstwie Saunders.